# IBM Summit (siêu máy tính)
Summit hay OLCF-4 là siêu máy tính được IBM phát triển để sử dụng tại Phòng thí nghiệm quốc gia Oak Ridge, tính đến tháng 11 năm 2019 là siêu máy tính nhanh nhất thế giới, có khả năng 200 petaFLOPS. Điểm chuẩn LINPACK hiện tại của nó có tốc độ 148,6 petaFLOPS. Tính đến tháng 11 năm 2019, siêu máy tính cũng là thiết bị tiết kiệm năng lượng thứ 3 trên thế giới với hiệu suất năng lượng đo được là 14,668 gigaFLOPS / watt. IBM Summit là siêu máy tính đầu tiên đạt tốc độ exaop (một tỷ tỷ, 1018, phép tính mỗi giây), đạt được 1,88 exaop trong quá trình phân tích bộ gen và dự kiến sẽ đạt 3,3 exaop sử dụng các phép tính hỗn hợp chính xác.

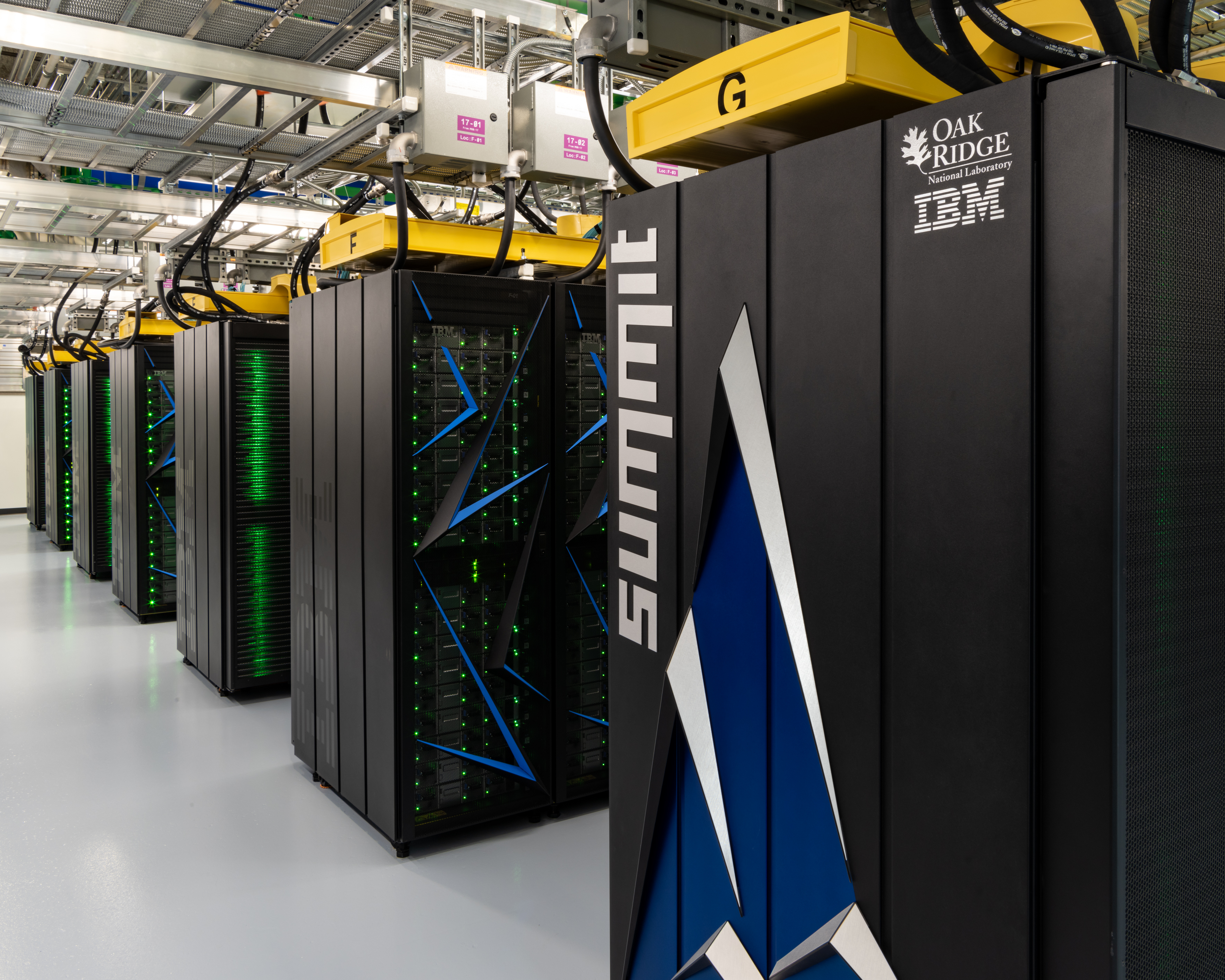
Siêu máy tính IBM Summit

## Lịch sử
Bộ Năng lượng Hoa Kỳ đã trao một hợp đồng trị giá 325 triệu đô la vào tháng 11 năm 2014 cho IBM, Nvidia và Mellanox. Nỗ lực dẫn đến việc xây dựng IBM Summit và Sierra. Summit được giao nhiệm vụ nghiên cứu khoa học dân sự và được đặt tại Phòng thí nghiệm quốc gia Oak Ridge ở Tennessee. Sierra được thiết kế cho mô phỏng vũ khí hạt nhân và được đặt tại Phòng thí nghiệm quốc gia Lawrence Livermore ở California. Summit được ước tính để có diện tích của hai sân bóng rổ và độ dài cáp đến 136 dặm. Các nhà nghiên cứu sẽ sử dụng Summit cho các lĩnh vực khác nhau như vũ trụ học, y học và khí hậu học.
Vào năm 2015, dự án có tên Cộng tác của Oak Ridge, Argonne và Lawrence Livermore (CORAL) bao gồm một siêu máy tính thứ ba có tên Aurora và đã được lên kế hoạch lắp đặt tại Phòng thí nghiệm quốc gia Argonne. Vào năm 2018, Aurora đã được thiết kế lại với dự kiến hoàn thành vào năm 2021 như một dự án điện toán xuất sắc cùng với Frontier và El Capitan sẽ được hoàn thành ngay sau đó.

## Mục đích sử dụng
Siêu máy tính IBM Summit cung cấp cho các nhà khoa học và nhà nghiên cứu cơ hội giải quyết các nhiệm vụ phức tạp trong các lĩnh vực năng lượng, trí tuệ nhân tạo, sức khỏe con người và các lĩnh vực nghiên cứu khác.

## Thiết kế
Mỗi một trong số 4.608 nút kết nối máy tính của nó (2 CPU IBM POWER9 và 6 GPU Nvidia Tesla/ nút) có hơn 600 GB bộ nhớ kết hợp (6×16 = 96 GB HBM2 cộng với 2×8×32  = 512 GB DDR4 SDRAM) có thể truy cập được bởi tất cả các CPU và GPU cộng với 800 GB RAM bộ nhớ điện tĩnh có thể được sử dụng làm bộ nhớ burst buffer hoặc bộ nhớ mở rộng. Các CPU POWER9 và GPU Volta được kết nối bằng NVLink tốc độ cao của Nvidia. Điều này cho phép một mô hình điện toán không đồng nhất. Để cung cấp tốc độ dữ liệu cao thông suốt, các nút sẽ được kết nối trong cấu trúc liên kết cây không chặn bằng cách sử dụng kết nối Mellanox EDR InfiniBand kép cho cả lưu lượng và lưu lượng truyền thông liên tiến trình cung cấp cả băng thông 200Gb/s giữa các nút và tăng tốc điện toán trong mạng cho các khung truyền thông như MPI và SHMEM/ PGAS.